# Demetrios I Kantakouzenos
Demetrios I Kantakouzenos (Grieks: Δημήτριος Καντακουζηνός) (±1345-1383/1384) was in 1383 en 1384 despoot van Morea.

## Leven
Demetrios was de zoon van Mattheüs Asanes Kantakouzenos, Byzantijns medekeizer naast zijn vader Johannes VI Kantakouzenos en despoot van Morea. Zijn moeder was Irene Palaiologina, een nicht van keizer Andronikos III Palaiologos. Hij werd sebastocrator en in 1361 medeheerser van Morea. In 1383 volgde hij zijn vader op, maar hij wist zich niet te handhaven tegenover Theodoros I Palaiologos, die al kort na de dood van Mattheüs' broer en voorganger Manuel tot despoot was benoemd (1381/1382) door zijn vader Johannes V Palaiologos, die Johannes VI van de troon had gestoten.